# First Hotels
First Hotels är ett skandinaviskt hotellvarumärke.  

## Historia
First Hotels grundades 1993 i Sverige av norrmannen Asmund Haare genom övertagandet av Sveriges Allmänna Restaurangaktiebolag (SARA).
Åren 2018 till 2020 ingick First Hotels i den norska hotellkoncernen Maribel som ägdes av  ägarna Mads Jacobsen, Rune Firing och Asmund Haare. Maribel samlade varumärken som First Hotel, Moxy och Courtyard by Marriott i Skandinavien. När Maribel bildades 2018 omsatte bolaget en miljard norska kronor per år. Maribel gick i konkurs 2020. Året därpå, 2021, investerade ALM Investments i företaget vilket ledde till nya ägare och ledning. Asmund Haare, som dessförinnan var ensam ägare till företaget lämnade då över 62,5 procent av aktierna till den nya ägaren.
I maj 2022 listades First Hotels på First North. First Hotels öppnade 2023 sitt första hotell i egen regi, First Hotel Planetstaden i Lund. Då fanns redan 48 franchisetagare som använde varumärket.
År 2024 ingick 55 kedjehotell i varumärket.